# Giulia Novelli
Giulia Novelli (1859-1932) fue una mezzosoprano italiana. Estuvo casada con el célebre tenor español Francisco Viñas (1863-1933).
Novelli estudió en Roma y debutó en 1875 en Linda di Chamounix. Hacia 1880 tuvo una importante carrera internacional, actuó en la Opéra de Monte-Carlo (1884), Teatro di San Carlo, (1888, 1891), el antiguo Teatro Colón en Buenos Aires (1888), Teatro Municipal de Río de Janeiro y Gran Teatro del Liceo de Barcelona.
En 1888 estrenó Asrael, de Alberto Franchetti en La Scala. Sus más famosos papeles fueron La Favorita, Azucena, Amneris, Eboli y Ulrica en Un ballo in maschera.